# Ливия на летних Олимпийских играх 1980
Ливия принимала участие в Летних Олимпийских играх 1980 года в Москве (СССР) после двенадцатилетнего перерыва, в третий раз за свою историю, но не завоевала ни одной медали. Сборную страны представляли 2 женщины.